# Список полных кавалеров ордена Трудовой Славы/М
В настоящем списке представлены в алфавитном порядке полные кавалеры ордена Трудовой Славы, чьи фамилии начинаются с буквы «М». Список содержит информацию о датах Указов о присвоении звания, профессии награждённых, дате рождения и дате смерти. В настоящее время список не является завершённым и нуждается в дополнениях и уточнениях.
| №  | Фамилия, имя, отчество              | Даты жизни                   | Профессия | Дата Указа и номер ордена                                                  | ГС        |
| -- | ----------------------------------- | ---------------------------- | --- | -------------------------------------------------------------------------- | --------- |
| 1  | Маас, Вильгельм Фридрихович         | 01.02.1940 — 21.12.2023      | Буровой мастер Ноябрьской нефтегазоразведочной экспедиции производственного геологического объединения «Обьнефтегазгеология» Министерства геологии СССР, Ямало-Ненецкий автономный округ                       | 3 ст. 06.03.1978 № 215347 2 ст. 31.10.1985 № 35816 1 ст. 30.04.1991 № 887  | [ ГС 1 ]  |
| 2  | Максячкина, Нина Кузьминична        | род. 04.06.1939              | Ткачиха Ивановского камвольного комбината имени В. И. Ленина Министерства текстильной промышленности РСФСР, Ивановская область                                                                                 | 3 ст. 21.04.1975 № 90087 2 ст. 30.04.1980 № 3892 1 ст. 07.01.1983 № 22     | [ ГС 2 ]  |
| 3  | Малахов, Виталий Павлович           | 07.05.1940 — 03.05.2017      | Тракторист колхоза «Кубань» Усть-Лабинского района Краснодарского края | 3 ст. 14.02.1975 № 24472 2 ст. 23.12.1976 № 1436 1 ст. 07.01.1983 № 23     | [ ГС 3 ]  |
| 4  | Малков, Геннадий Георгиевич         | 08.08.1937 — 21.04.2012      | Мастер по добыче рыбы большого рыболовного траулера «Мамин-Сибиряк» Министерства рыбного хозяйства СССР, Калининградская область                                                                               | 3 ст. 01.03.1976 № 164974 2 ст. 17.03.1981 № 6735 1 ст. 19.08.1988 № 643   |           |
| 5  | Мальцев, Василий Иванович           | 20.02.1928 — 24.11.2006      | Токарь Курского завода «Аккумулятор» Министерства электротехнической промышленности СССР | 3 ст. 22.04.1975 № 81207 2 ст. 31.03.1981 № 10948 1 ст. 10.06.1986 № 363   | [ ГС 4 ]  |
| 6  | Мальцев, Пётр Иванович              | 10.04.1931 — 13.02.2010      | Тракторист-машинист совхоза «Славинский» Михайловского района Амурской области | 3 ст. 23.12.1976 № 170937 2 ст. 06.06.1984 № 9750 1 ст. 06.08.1990 № 727   | [ ГС 5 ]  |
| 7  | Малюченко, Анатолий Михайлович      | род. 1935                    | Моторист большого рыболовного траулера «Кольский» Мурманского тралового флота Министерства рыбного хозяйства СССР, Мурманская область                                                                          | 3 ст. 06.02.1975 № 1141 2 ст. 10.03.1980 № 3308 1 ст. 19.08.1988 № 641     | [ ГС 6 ]  |
| 8  | Мамаев, Валерий Александрович       | 20.11.1936 — 10.08.2019      | Мастер сборочного цеха Угличского часового завода Министерства приборостроения, средств автоматизации и систем управления СССР, Ярославская область                                                            | 3 ст. 24.04.1975 № 67749 2 ст. 31.03.1981 № 10710 1 ст. 10.06.1986 № 357   | [ ГС 7 ]  |
| 9  | Маматалиев, Жусуп                   | род. 1929                    | Старший чабан совхоза имени Фрунзе Баткенского района Ошской области | 3 ст. 25.12.1976 № 200235 2 ст. 21.12.1983 № 18569 1 ст. 07.05.1991        |           |
| 10 | Мананков, Анатолий Павлович         | 1938 — 16.07.1992            | Тракторист совхоза «Ярищенский» Колпнянского района Орловской области | 3 ст. 14.02.1975 № 13841 2 ст. 23.12.1976 № 452 1 ст. 28.08.1990 № 782     |           |
| 11 | Мануйлов, Юрий Николаевич           | 01.09.1952 — 21.12.1993      | Механизатор колхоза «Заря» Жуковского района Калужской области | 3 ст. 23.12.1976 № 285048 2 ст. 13.03.1981 № 6608 1 ст. 29.08.1986 № 566   | [ ГС 8 ]  |
| 12 | Маракулин, Иван Васильевич          | 1941 — 08.07.1994            | Матрос 1-го класса Калининградской базы тралового флота Министерства рыбного хозяйства СССР, Калининградская область                                                                                           | 3 ст. 04.05.1975 № 80840 2 ст. 17.03.1981 № 6718 1 ст. 04.07.1986 № 393    | [ ГС 9 ]  |
| 13 | Марданов, Николай Александрович     | 22.04.1939 — 12.11.2011      | Звеньевой рыбаков рыболовецкого колхоза «Астраханец» Володарского района Астраханской области | 3 ст. 04.05.1975 № 41628 2 ст. 17.03.1981 № 6077 1 ст. 17.02.1986 № 191    |           |
| 14 | Мареныч, Алексей Егорович           | род. 22.03.1941              | Тракторист совхоза «Кировский» Яшкульского района Калмыцкой АССР | 3 ст. 14.02.1975 № 13987 2 ст. 12.04.1979 № 3430 1 ст. 07.09.1990 № 804    | [ ГС 10 ] |
| 15 | Марженаков, Степан Павлович         | род. 02.09.1933 — 19.08.2014 | Бригадир водителей Якутского пассажирского автотранспортного предприятия № 1 Министерства автомобильного транспорта РСФСР                                                                                      | 3 ст. 04.03.1976 № 232404 2 ст. 02.04.1981 № 9934 1 ст. 14.08.1986 № 493   | [ ГС 11 ] |
| 16 | Марков, Николай Павлович            | род. 10.01.1934              | Наладчик прессового оборудования Ленинградского объединения электронного приборостроения «Светлана» Министерства электронной промышленности СССР, гор. Ленинград                                               | 3 ст. 29.03.1976 № 218617 2 ст. 10.03.1981 № 6432 1 ст. 23.04.1986 № 249   | [ ГС 12 ] |
| 17 | Мартиросян, Самсон Енокович         | род. 1927                    | Тракторист-машинист колхоза имени Джапаридзе Калининского района Армянской ССР | 3 ст. 14.02.1975 № 28383 2 ст. 27.12.1976 № 2956 1 ст. 07.07.1986 № 384    |           |
| 18 | Мартус, Владимир Яковлевич          | 30.06.1939 — 14.12.2012      | Рабочий предприятия Министерства оборонной промышленности СССР, Свердловская область | 3 ст. 25.04.1975 № 103230 2 ст. 10.03.1981 № 5912 1 ст. 23.10.1990 № 843   |           |
| 19 | Мартыненко, Евдокия Пантелеймоновна | 01.06.1931 — 01.01.2013      | Доярка совхоза «Кролевецкий», гор. Артём Приморского края | 3 ст. 14.02.1975 № 14339 2 ст. 23.12.1976 № 1505 1 ст. 21.12.1983 № 56     | [ ГС 13 ] |
| 20 | Мартынов, Анатолий Николаевич       | род. 1935                    | Слесарь-инструментальщик Первого Московского часового завода имени С. М. Кирова Министерства электротехнической промышленности и приборостроения СССР                                                          | 3 ст. 24.04.1975 № 118753 2 ст. 16.01.1981 № 119163 1 ст. 22.02.1991 № 870 |           |
| 21 | Мартьянова, Нина Афанасьевна        | род. 16.08.1942              | Бригадир отделочников строителей строительно-монтажного управления треста «Камчатсельстрой», Камчатская область                                                                                                | 3 ст. 12.04.1975 № 85470 2 ст. 13.08.1986 № 31214 1 ст. 12.12.1991 № 982   | [ ГС 14 ] |
| 22 | Марченко, Александр Игнатьевич      | 23.06.1937 — 02.05.2015      | Бригадир комплексной бригады строительного управления № 3 домостроительного комбината № 1 Харьковжилстроя, Харьковская область                                                                                 | 3 ст. 21.04.1975 № 51147 2 ст. 12.05.1977 № 3045 1 ст. 07.01.1983 № 24     | [ ГС 15 ] |
| 23 | Марченко, Геннадий Павлович         | 18.03.1937 ― 16.08.2017      | Тракторист колхоза имени Димитрова Акбулакского района Оренбургской области | 3 ст. 14.02.1975 № 20788 2 ст. 23.12.1976 № 1042 1 ст. 28.08.1990 № 764    | [ ГС 16 ] |
| 24 | Маршалко, Николай Гаврилович        | род. 1941                    | Бригадир комплексной бригады Дятьковского хрустального завода Министерства промышленности строительных материалов РСФСР, Брянская область                                                                      | 3 ст. 23.03.1978 № 216914 2 ст. 22.05.1986 № 54812 1 ст. 01.08.1990 № 726  | [ ГС 17 ] |
| 25 | Масканов, Солтон Амырович           | 15.05.1940 — 15.06.2022      | Чабан колхоза имен 50-летия СССР Кош-Агачского района Горно-Алтайской автономной области Алтайского края | 3 ст. 23.12.1976 № 322678 2 ст. 12.03.1982 № 8700 1 ст. 10.05.1988 № 610   | [ ГС 18 ] |
| 26 | Маслов, Сергей Иванович             | 31.05.1931 — 12.07.2011      | Слесарь-сборщик Велосипедного завода имени М. В. Фрунзе Министерства машиностроения СССР, гор. Пенза | 3 ст. 25.04.1975 № 71918 2 ст. 10.03.1981 № 10544 1 ст. 08.08.1986 № 518   | [ ГС 19 ] |
| 27 | Масловский, Алексей Иванович        | род. 10.05.1940              | Тракторист колхоза «Шлях Ленина» Козелецкого района Черниговской области | 3 ст. 24.12.1976 № 184320 2 ст. 07.07.1986 № 40723 1 ст. 14.08.1991 № 934  |           |
| 28 | Матвеев, Николай Васильевич         | род. 1946                    | Бригадир станочников Красноярского комбайнового завода Красноярского производственного объединения по зерноуборочным комбайнам Министерства автомобильного и сельскохозяйственного машиностроения СССР         | 3 ст. 28.03.1978 № 256749 2 ст. 10.06.1986 № 937 1 ст. 01.10.1991 № 937    |           |
| 29 | Матвеева, Маргарита Михайловна      | 06.01.1937 — 03.11.2019      | Бригадир водителей автомобилей Псковского производственного объединения грузового автотранспорта № 1 Министерства автомобильного транспорта РСФСР                                                              | 3 ст. 22.04.1975 № 75867 2 ст. 02.04.1981 № 10575 1 ст. 14.08.1986 № 496   | [ ГС 20 ] |
| 30 | Маткаримов, Пулат                   | род. 1941                    | Бригадир колхоза имени Чкалова Шаватского района Хорезмской области | 3 ст. 14.02.1975 № 3970 2 ст. 25.12.1976 № 2713 1 ст. 06.06.1984 № 80      |           |
| 31 | Матрёничева, Екатерина Николаевна   | 12.04.1935 — 11.05.2015      | Мастер машинного доения научно-опытного хозяйства «Сигулда» Рижского района Латвийской ССР | 3 ст. 14.02.1975 № 28698 2 ст. 27.12.1976 № 2877 1 ст. 05.12.1985 № 177    |           |
| 32 | Матросова, Мария Ивановна           | род. 1944                    | Штукатур строительно-монтажного поезда № 579 управления строительства «Ангарскстрой» Министерства транспортного строительства СССР, Иркутская область                                                          | 3 ст. 10.03.1976 № 325041 2 ст. 05.02.1981 № 11508 1 ст. 29.04.1985 № 121  |           |
| 33 | Махмутов, Фавир Шарифуллинович      | 02.08.1939 — 21.07.1988      | Машинист крана-трубоукладчика строительного управления № 5 треста «Востокнефтепроводстрой» Министерства строительства предприятий нефтяной и газовой промышленности СССР, Башкирская АССР                      | 3 ст. 22.04.1975 № 45215 2 ст. 16.05.1980 № 4827 1 ст. 15.05.1985 № 131    | [ ГС 21 ] |
| 34 | Машковцев, Аркадий Георгиевич       | 07.01.1937 — 10.10.2023      | Старший мастер Лысьвенского металлургического завода Министерства чёрной металлургии СССР, Пермская область | 3 ст. 21.04.1975 № 97881 2 ст. 02.03.1981 № 9827 1 ст. 23.10.1985 № 160    | [ ГС 22 ] |
| 35 | Медведев, Борис Антонович           | 29.12.1940 — 14.01.2000      | Тракторист совхоза «Комсомолец» Городовиковского района Калмыцкой АССР | 3 ст. 12.04.1975 № 407253 2 ст. 06.06.1984 № 8768 1 ст. 07.09.1990 № 805   | [ ГС 23 ] |
| 36 | Медведева, Валентина Даниловна      | род. 1941                    | Водитель трамвая Иркутского трамвайно-троллейбусного управления Министерства жилищно-коммунального хозяйства РСФСР                                                                                             | 3 ст. 12.05.1975 № 86027 2 ст. 15.04.1981 № 10222 1 ст. 14.08.1986 № 508   |           |
| 37 | Мезенцева, Мария Ивановна           | род. 15.02.1939              | Оператор машинного доения колхоза «Победа» Юргинского района Тюменской области | 3 ст. 14.02.1975 № 12674 2 ст. 13.03.1981 № 11813 1 ст. 29.10.1990 № 838   | [ ГС 24 ] |
| 38 | Мелдайкене, Лаймуте Адомовна        | род. 1942                    | Мастер машинного доения колхоза «Пирмин» Шяуляйского района Литовской ССР | 3 ст. 14.02.1975 № 27826 2 ст. 27.12.1976 № 2807 1 ст. 21.12.1983 № 48     |           |
| 39 | Мельников, Александр Ильич          | род. 28.10.1940              | Бригадир судосборщиков Ленинградского Адмиралтейского объединения Министерства судостроительной промышленности СССР                                                                                            | 3 ст. 25.04.1975 № 202753 2 ст. 10.03.1981 № 6451 1 ст. 26.08.1985 № 153   |           |
| 40 | Мередов, Токга                      | род. 1928                    | Чабан совхоза имени Дианова Кизыл-Арватского района Красноводской области | 3 ст. 10.03.1976 № 127634 2 ст. 16.03.1981 № 18907 1 ст. 24.07.1986 № 474  | [ ГС 25 ] |
| 41 | Месиев, Ханали Бекверди оглы        | род. 1948                    | Фрезеровщик Научно-производственного объединения «Норд» Министерства судостроительной промышленности СССР, гор. Баку Азербайджанской ССР                                                                       | 3 ст. 14.06.1979 № 339628 2 ст. 23.04.1985 № 34509 1 ст. 09.08.1990 № 758  | [ ГС 26 ] |
| 42 | Мететюк, Валентина Филипповна       | 21.01.1940 — 2007            | Доярка госплемзавод «Васильевский» Лебединского района Сумской области | 3 ст. 14.02.1975 № 9190 2 ст. 16.12.1980 № 5010 1 ст. 17.08.1988 № 619     |           |
| 43 | Мигунова, Любовь Михайловна         | род. 01.08.1940              | Бригадир маляров специализированного управления отделочных работ треста «Ивжилстрой» Министерства строительства СССР, гор. Иваново                                                                             | 3 ст. 21.03.1975 № 119754 2 ст. 12.05.1977 № 3108 1 ст. 03.08.1983 № 43    | [ ГС 27 ] |
| 44 | Миклин, Анатолий Михайлович         | 14.02.1936 — 06.08.2010      | Токарь-фрезеровщик завода «Сельмаш» Министерства машиностроения СССР, гор. Киров | 3 ст. 29.03.1976 № 301514 2 ст. 10.03.1981 № 11747 1 ст. 08.08.1986 № 517  | [ ГС 28 ] |
| 45 | Миколюк, Анна Ивановна              | род. 16.03.1928              | Доярка колхоза «Прогресс» села Ксаверовка Винницкого района Винницкой области | 3 ст. 14.02.1975 № 16137 2 ст. 24.12.1976 № 2412 1 ст. 05.12.1985 № 169    |           |
| 46 | Милёшин, Анатолий Григорьевич       | 1939 — ????                  | Слесарь-сборщик Волгоградского опытного завода «Эталон» Государственного комитета СССР по стандартам | 3 ст. 17.03.1976 № 327085 2 ст. 31.03.1981 № 5614 1 ст. 08.08.1986 № 481   |           |
| 47 | Минаев, Константин Иванович         | 14.12.1931 — 25.11.1991      | Механизатор совхоза «Кузбасский» Прокопьевского района Кемеровской области | 3 ст. 14.02.1975 № 14018 2 ст. 13.03.1981 № 11437 1 ст. 29.08.1986 № 568   | [ ГС 29 ] |
| 48 | Мироненко, Николай Семёнович        | 05.09.1937 — 22.07.1997      | Звеньевой колхоза «Красное знамя» Ракитянского района Белгородской области | 3 ст. 23.12.1976 № 171484 2 ст. 06.06.1984 № 5865 1 ст. 10.09.1990 № 817   | [ ГС 30 ] |
| 49 | Миронюк, Любовь Степановна          | род. 04.08.1945              | Рабочая предприятия Министерства машиностроения СССР, гор. Донецк | 3 ст. 25.04.1975 № 32542 2 ст. 10.03.1981 № 14336 1 ст. 30.10.1985 № 162   |           |
| 50 | Мирошник, Анатолий Андреевич        | 02.01.1939 — 21.11.2004      | Машинист бульдозера механизированной колонны № 161 треста «Запбамстроймеханизация» Министерства транспортного строительства СССР, Бурятская АССР                                                               | 3 ст. 22.04.1975 № 142489 2 ст. 29.04.1985 № 35733 1 ст. 10.08.1990 № 737  | [ ГС 31 ] |
| 51 | Митькин, Виктор Дмитриевич          | 29.06.1939 — 06.04.2004      | Тракторист племсовхоза «Богородский» Богородского района Нижегородской области | 3 ст. 10.02.1975 № 18296 2 ст. 23.12.1976 № 392 1 ст. 03.12.1991 № 956     | [ ГС 32 ] |
| 52 | Михайлов, Василий Афанасьевич       | род. 1935                    | Водитель автомобиля производственного автотранспортного управления «Череповецстройтранс» Министерства строительства предприятий тяжёлой индустрии СССР, гор. Череповец Вологодской области                     | 3 ст. 21.04.1975 № 87417 2 ст. 19.03.1981 № 12334 1 ст. 18.12.1986 № 588   | [ ГС 33 ] |
| 53 | Михайлов, Владимир Африканович      | род. 08.10.1953              | Дояр совхоза «Бордонский» Сунтарского района Якутской АССР | 3 ст. 23.12.1976 № 43168 2 ст. 21.12.1983 № 9959 1 ст. 10.09.1990 № 813    | [ ГС 34 ] |
| 54 | Мовчанюк, Василий Васильевич        | род. 1940                    | Бригадир монтёров пути строительно-монтажного поезда № 289 управления строительства «Ангарскстрой» Министерства транспортного строительства СССР, Иркутская область                                            | 3 ст. 21.04.1975 № 86152 2 ст. 05.02.1981 № 11509 1 ст. 29.04.1985 № 122   |           |
| 55 | Моисеева, Наталья Николаевна        | род. 06.12.1945              | Сборщица микросхем завода «Экситон» научно-производственного объединения «Научный центр» Министерства электронной промышленности СССР, Московская область                                                      | 3 ст. 25.04.1975 № 149265 2 ст. 10.03.1981 № 19582 1 ст. 13.02.1986 № 189  | [ ГС 35 ] |
| 56 | Моисеенко, Антонина Яковлевна       | род. 13.03.1938              | Доярка колхоза «Новый мир» Яшалтинского района Калмыцкой АССР | 3 ст. 14.02.1975 № 13950 2 ст. 23.12.1976 № 276 1 ст. 29.08.1986 № 543     | [ ГС 36 ] |
| 57 | Мокрушина, Фаина Фёдоровна          | род. 08.08.1946              | Доярка совхоза «Можгинский» Можгинского района Удмуртской АССР | 3 ст. 14.02.1975 № 20178 2 ст. 23.12.1976 № 320 1 ст. 05.12.1985 № 165     | [ ГС 37 ] |
| 58 | Мокшин, Николай Дмитриевич          | 28.02.1930 — 29.06.1996      | Моторист цементировочного агрегата производственного объединения «Оренбургбургаз» Министерства газовой промышленности СССР, Оренбургская область                                                               | 3 ст. 11.12.1974 № 429 2 ст. 06.03.1978 № 3123 1 ст. 07.01.1983 № 25       | [ ГС 38 ] |
| 59 | Момотов, Николай Алексеевич         | род. 29.05.1939              | Тракторист колхоза «Гигант» Благодарненского района Ставропольского края | 3 ст. 14.02.1975 № 24056 2 ст. 12.03.1982 № 5580 1 ст. 23.08.1990 № 772    | [ ГС 39 ] |
| 60 | Моржавин, Дмитрий Семёнович         | 1930 — 25.01.2001            | Бригадир слесарей Курского завода «Спецэлеватормельмаш» Министерства хлебопродуктов РСФСР | 3 ст. 22.04.1975 № 81264 2 ст. 14.04.1981 № 10964 1 ст. 13.08.1986 № 501   | [ ГС 40 ] |
| 61 | Морозов, Виталий Леонидович         | 03.06.1941 — 04.02.2018      | Сталевар производственного объединения «Ижсталь» Министерства оборонной промышленности СССР, гор. Ижевск Удмуртской АССР                                                                                       | 3 ст. 25.04.1975 № 39923 2 ст. 10.03.1981 № 10801 1 ст. 03.04.1986 № 209   | [ ГС 41 ] |
| 62 | Морозов, Николай Иванович           | 15.01.1947 — 02.07.2017      | Старший машинист бумагоделательной машины Кондопожского целлюлозно-бумажного комбината имени С. М. Кирова Министерства лесной, целлюлозно-бумажной и деревообрабатывающей промышленности СССР, Карельская АССР | 3 ст. 06.09.1974 № 37 2 ст. 23.03.1978 № 3131 1 ст. 04.05.1985 № 125       |           |
| 63 | Морой, Василий Петрович             | род. 1930                    | Тракторист совхоза-завода «Виктория» Котовского района Молдавской ССР | 3 ст. 14.02.1975 № 7789 2 ст. 05.03.1980 № 3355 1 ст. 06.06.1984 № 84      |           |
| 64 | Морщенко, Зинаида Герасимовна       | род. 21.09.1934              | Сушильщица шпона производственного объединения «Бобруйскдрев» имени 60-летия Белорусской ССР Министерства лесной промышленности СССР, гор. Бобруйск Могилёвской области                                        | 3 ст. 21.04.1975 № 140730 2 ст. 19.11.1979 № 3689 1 ст. 25.12.1989 № 687   | [ ГС 42 ] |
| 65 | Москалюк, Василий Флорович          | 31.01.1935 — 16.11.1988      | Механизатор колхоза «Заветы Ильича» Новоселицкого района Черновицкой области | 3 ст. 14.02.1975 № 16691 2 ст. 24.12.1976 № 2081 1 ст. 06.06.1984 № 77     |           |
| 66 | Мостовой, Николай Алексеевич        | 20.12.1941 — 31.05.2017      | Аппаратчик очистки газа цеха сероочистки Криворожского коксохимического завода имени Д. С. Коротченко Министерства чёрной металлургии Украинской ССР, Днепропетровская область                                 | 3 ст. 05.03.1976 № 154504 2 ст. 02.03.1981 № 15036 1 ст. 29.04.1986 № 237  | [ ГС 43 ] |
| 67 | Моцная, Вера Александровна          | род. 29.02.1924              | Вязальщица трикотажных изделий Киевского производственно-торгового трикотажного объединения имени Розы Люксембург                                                                                              | 3 ст. 30.04.1980 № 436488 2 ст. 02.07.1984 № 14254 1 ст. 25.01.1991 № 865  |           |
| 68 | Мсхвилидзе, Елена Николаевна        | род. 1925                    | Доярка Варханского овоще-молочного совхоза Адигенского района Грузинской ССР | 3 ст. 14.02.1975 № 3382 2 ст. 27.12.1976 № 2725 1 ст. 21.12.1983 № 47      |           |
| 69 | Мурашёв, Владимир Кириллович        | род. 30.05.1935              | Капитан мотофелюги рыболовецкого колхоза имени Кирова, гор. Херсон | 3 ст. 04.05.1975 № 56892 2 ст. 17.03.1981 № 14924 1 ст. 17.02.1986 № 195   |           |
| 70 | Муртузалиев, Сулейман Багандович    | род. 23.05.1935              | Старший чабан совхоза «Красный Маныч» Туркменского района Ставропольского края | 3 ст. 14.02.1975 № 24140 2 ст. 12.03.1982 № 5587 1 ст. 23.08.1990 № 773    | [ ГС 44 ] |
| 71 | Мусатова, Тамара Ивановна           | род. 20.07.1938              | Бригадир судовых маляров цеха № 25 Ленинградского адмиралтейского объединения Министерства судостроительной промышленности СССР                                                                                | 3 ст. 25.04.1975 № 202754 2 ст. 16.12.1981 № 20938 1 ст. 30.08.1985 № 154  | [ ГС 45 ] |
| 72 | Мусин, Сафар Гайсарович             | 05.11.1948 — 06.08.2019      | Бригадир каменщиков треста «Салаватстрой» Министерства промышленного строительства СССР, Башкирская АССР | 3 ст. 21.04.1975 № 44568 2 ст. 12.05.1977 № 3032 1 ст. 09.07.1986 № 423    | [ ГС 46 ] |
| 73 | Мустафин, Минивалей Сафа            | 1933 — 07.2004               | Машинист крана управления «Востокметаллоснабсбыт» Государственного комитета СССР по материально-техническому снабжению, гор. Иркутск                                                                           | 3 ст. 07.04.1976 № 323894 2 ст. 12.06.1981 № 10263 1 ст. 08.08.1986 № 488  |           |
| 74 | Мухамадиев, Рашид Гайзетдинович     | род. 1938                    | Бригадир комсомольско-молодёжной бригады монтажников проектно-строительного объединения «ОшКПДпроектстрой» Государственного строительного комитета Киргизской ССР, Ошская область                              | 3 ст. 21.04.1975 № 123211 2 ст. 12.05.1977 № 3082 1 ст. 05.01.1990 № 689   |           |
| 75 | Мухамедзянова, Расима               | род. 1938                    | Доярка совхоза-техникума «Савай» Кургантепинского района Андижанской области | 3 ст. 14.02.1975 № 3082 2 ст. 25.12.1976 № 2667 1 ст. 24.07.1986 № 466     |           |
| 76 | Мухангалиев, Амангос                | род. 1932                    | Старший табунщик совхоза «Жетыкульский» Уилского района Актюбинской области | 3 ст. 14.02.1975 № 6356 2 ст. 24.12.1976 № 1592 1 ст. 07.07.1986 № 368     |           |
| 77 | Мхитарян, Норик Вагаршакович        | 02.02.1934 — 26.12.2009      | Слесарь-сборщик армянского производственного электромашиностроительного объединения «Армэлектромаш» Министерства электротехнической промышленности СССР, гор. Ереван                                           | 3 ст. 22.04.1975 № 128468 2 ст. 31.03.1981 № 18854 1 ст. 14.07.1983 № 42   | [ ГС 47 ] |
| 78 | Мякотникова, Мария Анатольевна      | 07.10.1948 — 27.07.2019      | Птицевод птицефабрики «Комсомольская» производственного объединения «Пермское» по птицеводству, Кунгурский район Пермской области                                                                              | 3 ст. 14.02.1975 № 13617 2 ст. 23.12.1976 № 164 1 ст. 03.12.1991 № 961     | [ ГС 48 ] |